# San Dimas (Metro de Los Ángeles)
San Dimas es una estación bajo construcción en la línea A del Metro de Los Ángeles y es administrada por la Autoridad de Transporte Metropolitano del Condado de Los Ángeles. La estación se encuentra localizada en San Dimas, California. Es la segunda estación en la extensión Foothill en el valle de San Gabriel del condado de Los Ángeles. Esta programada la inauguración para el 9 de septiembre de 2025.

## Servicios
- Foothill Transit: 295, 492, 499